# Nuestra Señora de la Asunción de Popayán
Nuestra Señora de la Asunción de Popayán o Nuestra Señora del Tránsito o del Reposo es la patrona de la Catedral Basílica de Nuestra Señora de la Asunción de Popayán y por ende de la ciudad, desde su fundación en el año 1537.Consagrada el día de su festividad; 15 de agosto de 1537 en un acto protocolario en la entonces plaza de armas en presencia de Pedro de Velasco, el presbítero Diego de Alvarado y el fundador Sebastián de Belalcázar, entre otros fundadores. 
La imagen original de factura quiteña del siglo XVIII obra del maestro tallador Manuel Chili Caspicara, se encuentra actualmente en el Museo Arquidiocesano de Arte Religioso de Popayán, antiguamente ubicada en una de las capillas auxiliares de la Catedral.Sin embargo fue reemplazada en después de 1983 por una escultura de gran tamaño de la Asunción de María del artista Buenaventura Malagón en el lugar donde antiguamente se ubicaba el órgano tubular y el retablo de la catedral, hoy ocupado por el altar mayor.
No debe confundirse con la advocación de la Inmaculada concepción o Virgen del Apocalipsis (obra del quiteño Bernardo de Legarda y una reproducción a gran escala de la Virgen de Quito) ya que corresponden a dogmas distintos. Y específicamente los fundadores destinaron el patronazgo bajo Nuestra Señora del Reposo.